# Новые Турдаки (Мордовия)
Новые Турдаки (эрз. Од Мурза) — село, центр сельской администрации в Кочкуровском районе. Население 578 чел. (2001), в основном мордва-эрзя.
Расположено на р. Вьяс, в 18 км от районного центра и 7 км от железнодорожной станции Воеводское. Название-антропоним: от дохристианского мордовского имени Турдак (Тургак). Новые Турдаки выделились из с. Старые Турдаки в конце 17 — начале 18 в. В «Списке населённых мест Пензенской губернии» (1869) Новые Турдаки — деревня казённая из 126 дворов Саранского уезда; имелись 3 мельницы, 3 маслобойки. В 1894 г. в Новых Турдаках было 215 дворов (1 414 чел.); действовала школа.
В 1930-е гг. были созданы колхозы «Од эрямо» («Новая жизнь») и «1 Мая», с 1950 г. — укрупненное хозяйство «Победа», с 1989 г. — 9 К(Ф)Х (наиболее крупные — «Вера», «Восток», «Мечта», «Нешке», «Росток», «Союз»). В современном селе — средняя школа, филиал центральной районной библиотеки, Дом культуры, медпункт, магазин. Возле села — курганы. В Новотурдаковскую сельскую администрацию входит д. Новая Тягловка (110 чел.; родина учёных А. И. Брыжинского, В. С. Брыжинского и писателя М. И. Брыжинского).
Новые Турдаки — родина народной сказительницы Ф. И. Беззубовой, хозяйственного руководителя Г. А. Батяева, маляра А. Г. Обуховой, заслуженного работника высшей школы Республики Мордовия В. И. Герасимова, заслуженного работника культуры МАССР В. И. Клементьевой, заслуженного врача МАССР В. Я. Сёмкина, члена Союза писателей России М. А. Тарасовой.

## Источник
- Энциклопедия Мордовия, О. В. Дулкин.